# Edelmiro Lorenzo Codesido
Edelmiro Lorenzo Codesido, més conegut com a Eledmiro I, (Pontevedra, 20 de juliol de 1910 - ?, 22 d'octubre del 1997) fou un futbolista gallec dels anys 1930.

## Trajectòria
Començà a jugar a l'Eiriña de Pontevedra, marxant posteriorment a Cuba per jugar a l'Iberia, on romangué durant cinc anys. El 1926 fou temptat per ingressar a l'Espanyol però decidí romandre a l'illa caribenya. Al club cubà guanyà el campionat nacional i arribà a jugar amb la selecció cubana. El 1930 retornà a Espanya i aquest cop si acceptà l'oferta del RCD Espanyol. Al club blanc-i-blau guanyà el Campionat de Catalunya de 1933. Aquesta mateixa temporada, a més, el club assolí la tercera posició a la lliga espanyola. En total disputà 102 partits de lliga amb el club en els quals marcà 42 gols.
El seu germà O'Donell Lorenzo Codesido, conegut com a Edelmiro II, també fou futbolista de l'Espanyol.

## Palmarès
RCD Espanyol
- Campionat de Catalunya:
  - 1932-33